# Tristaniopsis lucida
Tristaniopsis lucida är en myrtenväxtart som beskrevs av J.W.Dawson. Tristaniopsis lucida ingår i släktet Tristaniopsis och familjen myrtenväxter. Inga underarter finns listade i Catalogue of Life.